# 프로덕트 매니저
프로덕트 매니저(제품 매니저, Product manager)는 조직내에서 제품 개발에 관련된 연구, 선택, 추진 등의 제품 관리 활동을 하는 전문가를 말한다.

## 마케팅
마케팅 활동에 있어서 프로덕트 매니저는 연구개발에 있어서 프로젝트 매니저(project manager)와 마찬가지로 종래 업무활동별의 횡적 분할조직이 아니고, 특정 프로덕트(製品) 또는 프로젝트(計劃)를 완성·달성하기 위하여 조직된 종적 분할조직팀을 관리하는 매니저(管理者)의 일을 말한다.
이와 같은 프로덕트 매니저제도는 1828년에 미국의 P&G회사(The Procter & Gamble Co.)가 래버 소프(lava soap) 담당의 플랜트 매니저(plant manager)를 임명한 데서 비롯되었다.

## 용어 정의
제품과 관련된 모든 활동을 담당하고 관리하며 책임을 지는 사람으로 '프로덕트 오너'라고 부르기도 한다. 흔히 브랜드의 상품기획부문에 속하는데, 경우에 따라서는 히트상품을 준비하는 활동을 말하고 브랜드에 따라서 '머천다이저'라고도 부른다. 마케팅 계획 수립과 집행, 예산집행, 각종 프로그램 집행, 심포지엄 등 제품과 관련된 모든 중요한 일을 결정한다. 권한이 큰 만큼 판매 실적 부진에 따른 책임과 부담도 크다.

## 구별
이러한 전문가들이 모여 특정한 광고주의 광고계획이나 특정 캠페인을 기획·실시·평가하기 위해서 광고대행사 내에 설치되는 그룹이나 팀을 말한다. 프로덕트 팀(product team)이라고도 하지만 일반적으로 그룹의 책임은 AE(account executive,
어카운트 이그제큐티브, 광고주담당자)가 맡으며, 그의 요청에 의해서 미디어, 크리에이티브, 마케팅, 세일즈 프로모션 등 각 부문의 전문가들로 구성된다.
AE는 광고대행사에 속해 있으면서 광고대행사와 광고주간의 연락을 담당하는 사람으로 광고대행사에서 광고주의 광고를 전담하는 팀을 어카운트 서비스(account service)팀이라 하며, 특히 AE는 광고기획 담당자로서 어카운트 매니지먼트(account management) 부분에 소속되어 광고주에게는 대행사를 대표하고 광고대행사에게는 광고주의 입장을 대변하는 사람이다. 참고로 제품별로 책임자를 두어 책임자가 각 부문과의 연락 ·조정을 담당하여, 제품이 시기 적절하게 출품될 수 있도록 촉진하는 전문담당자 제도를 프로덕트 매니저 제도(product manager system)라고 한다.

## 기능
프로덕트 매니저는 제품별로 임명하여 제품별로 시장조사·제품계획에서부터 판매원 양성·광고·애프터 서비스 등의 모든 마케팅 기능에 대하여 조사를 수행하고, 목적달성의 방향으로 직무를 추진한다. 프로덕트 매니저는 마케팅 부장의 스태프라고 할 수 있으나, 신제품의 판매에서 판매까지의 프로덕트팀 운영에 있어서는 라인의 부장으로서 팀을 조정하고 추진하는 기능을 갖고 있다.

## 목적
제품별 이익관리를 철저히 하고 기업의 안전성장을 확보하는 데 그 목적이 있다. 구체적으로는 ① 제품별로 광고비·판매촉진비·판매경비 기타 판매를 위한 비용이 적정한가, ② 판매액 구성(販賣額構成)을 분석하여 이익률이 낮은 제품이 많지 않은가, ③ 재고율·반품률 등이 표준 이상으로 되어 이익을 압박하고 있지 않은가 등에 대하여 항상 검사함으로써 이익률이 높은 상품을 개발하고 적정재고를 위해 사장재고를 일소하는 목적을 갖고 있다.

## 같이 보기
- 제품 수명 주기 관리

## 참고 자료
- 《지식경제용어사전》, 산업통상자원부(2010년판)